# Сатурналія

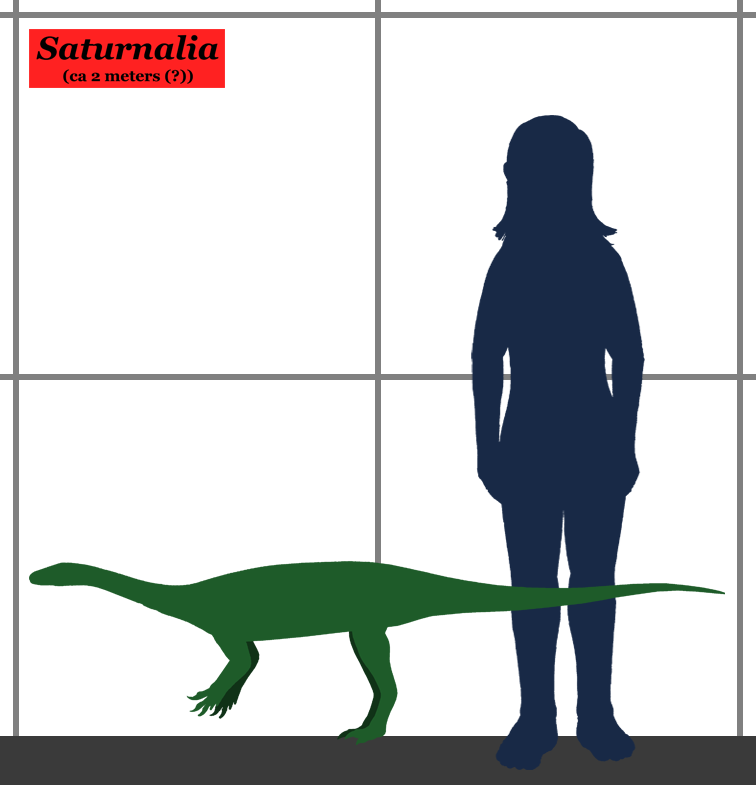
Порівняльні розміри Saturnalia з людиною

Сатурналія — найпримітивніший з відомих завроподоморфів.
- Поширення: Бразилія
- Класифікація: Saupodomorpha
- Значення імені: на честь давньоримського свята
- Ім'я дали: Лангер, Абдала, Ріхтер і Бентон.
- Час: Карнійський відділ пізнього тріасу
- Довжина: 1,5 м
- Спосіб життя: щипав зелень на нижньому рівні

## Характеристики
За трьома майже повністю збереженими скелетами було відтворено зовнішній вигляд цієї витонченої тварини з довгою шиєю і довгим хвостом. Голова маленька, зуби грубо зазублені, пристосовані до розмелювання рослинної їжі. Тіло обтічне, ноги тонкі. Кістки таза примітивні, цей рід знаходиться на межі ряду динозаврів.

## Цікавий факт
Своє ім'я сатурналія отримала на честь римського свята зимового сонцестояння, коли і був знайдений її перший кістяк.

## Ресурси Інтернета
- Vertebrates 330.100 Sauropodomorpha : Prosauropoda, from Palæos. (technical)
- Sauropodomorpha
- Dinosaurs of Rio grande do Sul.